# Thượng Lang
Thượng Lang là một huyện cũ thuộc tỉnh Cao Bằng dưới thời Nguyễn. Địa bàn huyện (sau đổi thành châu) gần tương ứng với huyện Trùng Khánh ngày nay.
Theo sách Đại Nam nhất thống chí, nguyên thời Lý là châu Tư Lang. Đầu thời Lê, châu Tư Lang trước kia tách thành 2 châu Thượng Tư Lang và Hạ Tư Lang. Đến cuối đời Lê Hồng Đức thì đổi tên châu Thượng Tư Lang thành châu Thượng Lang. Năm Minh Mạng thứ 15 (1835) thì đổi thành huyện Thượng Lang.
Cũng theo sách Đại Nam nhất thống chí: "Huyện Thượng Lang cách phủ Trùng Khánh 81 dặm về phía Đông Bắc, Đông - Tây cách nhau 109 dặm, Nam - Bắc cách nhau 76 dặm; phía Đông đến địa giới huyện Hạ Lang 79 dặm, phía Tây đến địa giới huyện Quảng Uyên 30 dặm, phía Nam đến địa giới huyện Hạ Lang 33 dặm, phía Bắc đến địa giới châu An Bình nước Thanh 43 dặm". Huyện có 4 tổng, 37 xã, thôn.
Cuối thế kỷ XIX, tỉnh Cao Bằng gồm có phủ Trùng Khánh (với 3 châu: Thượng Lang, Hạ Lang, Quảng Uyên) và phủ Hòa An (với 3 châu: Thạch Lâm, Thạch An, Nguyên Bình). Phủ lỵ của phủ Trùng Khánh đặt ở châu Thượng Lang.
Châu Thượng Lang tồn tại đến năm 1948 thì được chính phủ Việt Nam Dân chủ Cộng hòa đổi thành huyện Trùng Khánh.